# Johnny Menyongar
Johnny Menyongar (Monrovia, 26 giugno 1979) è un ex calciatore liberiano, di ruolo attaccante.

## Palmarès

### Club

#### Competizioni nazionali
- I-League: 1

Bengaluru: 2013-2014
- I-League 2nd Division: 1

Shillong Lajong: 2011-2012